# Peter Gilbert (Komponist)

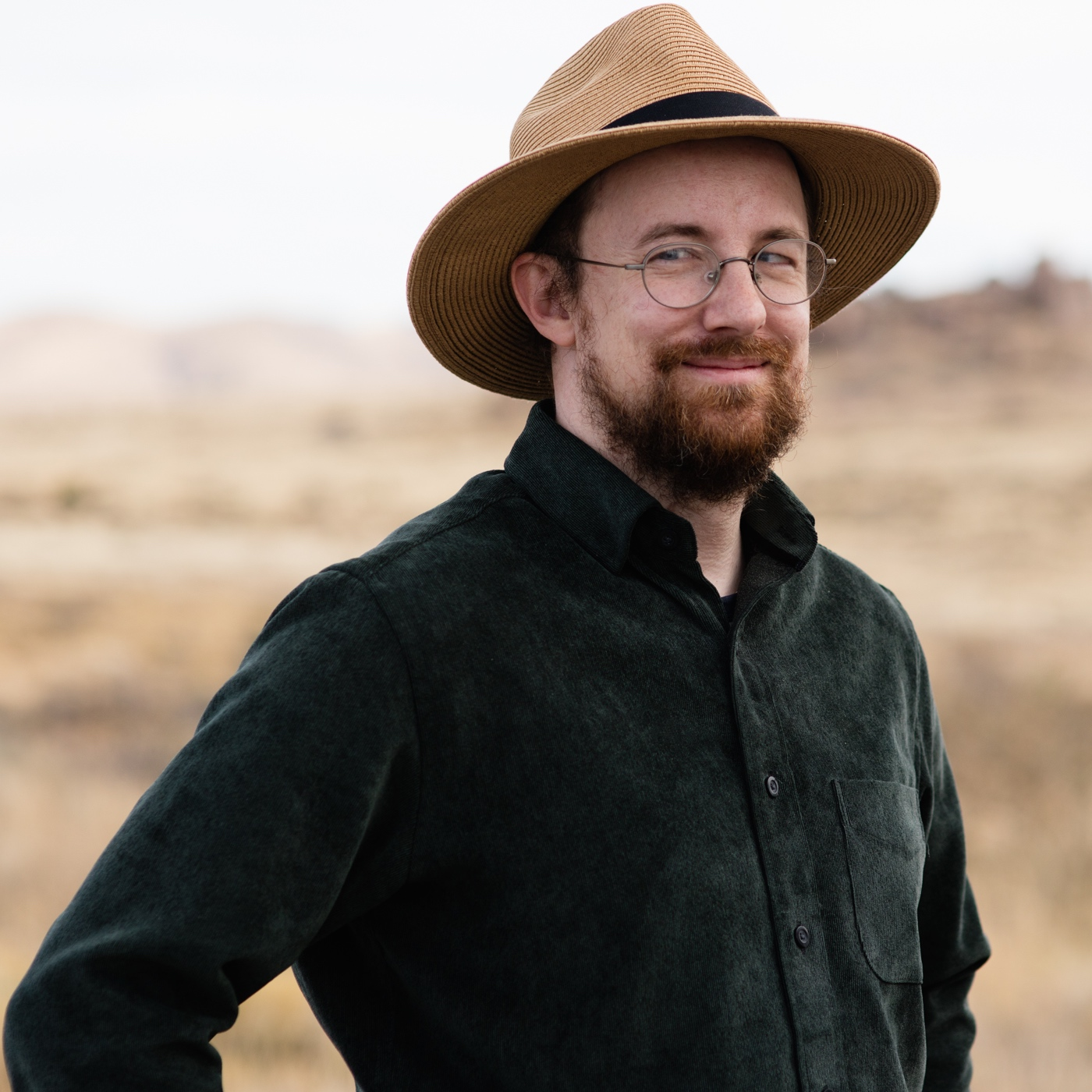
Porträt Peter Gilbert

Peter Gilbert (* 23. Dezember 1975 in Louisville/Kentucky) ist ein US-amerikanischer Komponist und Musikpädagoge.
Gilbert studierte am Cleveland Institute of Music bei Margaret Brouwer, in der Illinois Wesleyan University bei David Vayo, an der Pariser Schola Cantorum bei Samuel Adler, Philip Lasser und Narcis Bonet und an der Harvard University bei Bernard Rands, Mario Davidovsky, und Joshua Fineberg. Weitere Lehrer waren Julian Anderson, Lee Hyla, Hans Tutschku und Helmut Lachenmann.
Er unterrichtete Musiktheorie und Komposition am Wellesley College, der Harvard University, der Case Western Reserve University dem Cleveland Institute of Music, dessen Young Composers Program er leitete, der Northeastern University und der University of Massachusetts-Dartmouth. Weiterhin wirkte er am Centre National de Création Musicale in Bourges, war Stipendiat der Akademie Schloss Solitude und Composer in Residence beim Newburyport Chamber Music Festival.
Seine Kompositionen wurden von Ensembles wie dem Indianapolis Brass Ensemble der Cleveland Chamber Symphony, dem Cleveland Institute of Music Orchestra, dem Illinois Wesleyan University Wind Ensemble, dem Butler University Wind Ensemble, den Case Western Reserve University Symphonic Winds und dem Southern Illinois University at Edwardsville and the University Circle Wind Ensemble und von Solisten wie dem Flötisten Mario Caroli dem Blockflötisten Jeremias Schwarzer, dem Klarinettisten Michael Norsworthy, dem Saxophonisten Philipp Stäudlin und den Gitarristen White Rabbit und Daniel Lippel aufgeführt. Für den Filmemacher Alexander Berman komponierte er die Musik zu dem Dokumentarfilm Songs of the Tundra.
2010 war Gilbert mit seiner Partnerin Karola Obermüller Composer in Residence am Zentrum für Kunst und Medientechnologie in Karlsruhe. Sie arbeiteten gemeinsam an der experimentellen Kammeroper 3 × 3 = ∞, danach arbeitete er an einer Oper zum 200. Geburtstag von Robert Schumann.

## Werke
- Trio in B minor für Klavier, Violine und Cello, 1994–95
- Night Songs für Bass und Horn, 1994, 1997
- Hymn for Brass für vier Trompeten, sechs Hörner, drei Posaunen, Euphonium und Tuba, 1995
- "On the Dawn" für Chor und Solisten, 1995–96
- Romance für Klarinette und Klavier, 1996
- "Up Past Bedtime" für Schauspieler, Flöte, Marimba und zwei Perkussionisten, 1996
- Waltzes for Arcadia für Klavier zu vier Händen, 1997
- Study No.1 für Horn, 1997
- Fanfare für fünf Trompeten, vier Hörner, zwei Posaunen, Bassposaune, Euphonium und Tuba, 1997
- Sonata for Solo Violoncello, 1998
- Introduction and Passacaglia für Orchester, 1998
- Landscape I - "Aquatic Mirage" für Elektronik, 1998
- Hornacopia für Elektronik, 1998
- Canons for Brass Quintet, 1999
- "Dreams of You" für Sopran und Streichquartett, 1999
- Terpsichoros für Orchester, 1999
- Sculpture für Kammerorchester, 1999
- Epigrams for Solo Trumpet, 2000
- Scherzabolique für Klavier, 2000
- Yellow Roses für Englischhorn und Violine, 2000
- Tracings für Horn und Klavier, 2000
- String Quartet No.1, 2000
- Three Preludes für Viola, 2001
- Intrada für Perkussionsquartett, 2001
- Xavier's New Friends für Xylophon, Perkussionsquartett und Erzähler, 2001
- Fanfare in Memorium für fünf Trompeten, vier Hörner, zwei Posaunen, Bassposaune, Euphonium und Tuba, 2001
- Meditations für Flöte, Klarinette, Horn, Violine, Cello und Klavier, 2001
- Pulses für Orchester, 2001
- Ricochet für Gitarre und Elektronik, 2002
- Rituals für Elektronik, 2002
- Interlude für Elektronik, 2002
- Blow, Bugle, Blow für Elektronik, 2003
- The Bourges Pods für Elektronik, 2004
- Prelude Fantasies für Elektronik, 2004
- Hyperburn für Elektronik, 2004
- the bold arch of undreamt bridges für Instrumente und Liveelektronik, 2006
- the palm of your hand touches my body für Blockflöte und Liveelektronik. 2006
- as it now becomes us für Streichquartett und Liveelektronik, 2006
- allen den stillen Geschwistern im Winde der Wiesen für Saxophon und Liveelektronik, 2007
- Passages für Elektronik, 2007–08
- Baptizing the Loop Station für elektrische Gitarre und Elektronik, 2008
- Flexible Passages für Liveelektronik, 2008
- We felt the spirits so near für Instrumente und Liveelektronik, 2008
- Hear as the night hollows für Klarinette und Elektronik, 2008
- Elegie für Flöte und Liveelektronik, 2008
- Elegie für Blockflöte und Liveelektronik, 2008
- Tsukimi für a) Acht Frauenstimmen oder b) Frauenchor, 2013[1]

## Weblink
- Homepage von Peter Gilbert